# Правденко, Павел Демьянович
Павел Демьянович Правденко (9 октября 1915 — 27 февраля 2007) — командир отделения разведки 2-го дивизиона 7-го гвардейского воздушно-десантного артиллерийского полка (9-я гвардейская воздушно-десантная Полтавская Краснознамённая орденов Суворова и Кутузова дивизия , 33-й гвардейский стрелковый корпус, 5-я гвардейская армия, 1-й Украинский фронт), гвардии старший сержант, участник боевых действий у озера Хасан, участник Великой Отечественной войны, кавалер ордена Славы трёх степеней.

## Биография
Родился в селе Пышненки ныне Зеньковского района Полтавской области в семье крестьянина. Украинец. После окончания школы работал в колхозе.
С 1936 по 1938 год проходил действующую срочную службу в Красной Армии. Участник боевых действий у озера Хасан. После увольнения из армии служил в органах НКВД Украинской ССР и Коми АССР.
Повторно призван в Красную Армию в декабре 1942 года Ухтинским РВК. В действующей армии — с февраля 1943 года. Воевал на Северо-Западном, Воронежском, Степном (с 20 1943 года — 2-й Украинский октябрь) и 1-м Украинском фронтах. Принимал участие в Курской битве, освобождении Черниговщины и Полтавщины, в Кировоградской, Уманско-Ботошской, Львовско-Сандомирской, Висло-Одерской Берлинской и наступательных операциях. В боях дважды ранен.
В боях под Белгородом с 11 июля 1943 года гвардии сержант П. Д. Правденко находился на наблюдательном пункте и продвигался вперёд вместе с наступающими подразделениями. Под огнём противника вёл разведку целей, определял их координаты. За 11 дней боёв по подготовленным им разведывательным данным дивизионом было уничтожено около 40 целей
Приказом командира полка П. Д. Правденко награждён медалью «За отвагу».
При форсировании реки Южный Буг в районе города Первомайск Николаевской области 22 марта 1944 года переправился через реку в числе первых и приступил к разведке огневых средств противника. Авиация противника бомбила наши подразделения на плацдарме. Осколком бомбы был ранен, но продолжал засекать огневые точки противника и передавать данные артиллерийским батареям. Благодаря его информации и корректированию огня были подавлены артиллерийская батарея и три станковых пулемёта противника, препятствовавшие продвижению наших войск.
Приказом командира 9-й гвардейской воздушно-десантной дивизии гвардии генерал-майора Пичугина И. П. 17 мая 1944 года гвардии старший сержант Правденко Павел Демьянович награждён орденом Славы 3-й степени.
В ходе Львовско-Сандомирской операции в ночь на 13 августа 1944 года с двумя разведчиками проник через передний край в тыл в районе города Сташув (ныне Свентокшишское воеводство, Польша) и обнаружил скопление танков и самоходных орудий, артиллерийскую визуализацию и орудие на прямой наводке. Разведывательные данные были немедленно переданы командиру дивизиона и стрелковым подразделениям. Днём 13 августа противник контратаковал позиции стрелковых батальонов, которые под его натиском начали отходить. Находясь на наблюдательном пункте дивизиона, организовал силами отделения прикрытие отхода артиллеристов, уничтожив при этом 9 немецких солдат из личного оружия. Командование полка представлено к награждению орденом Красной Звезды.
Приказом командующего 5-й гвардейской армии от 30 сентября 1944 года гвардии старший сержант Правденко Павел Демьянович награждён орденом Славы 2-й степени.
При подготовке к наступлению в районе населённого пункта Стопница (в настоящее время Буский повят, Свентокшишское водное хозяйство, Польша) в период с 9 по 12 января 1945 года П. Д. Правденко личным наблюдением определил координаты 4 огневых точек и миномётной батареи, в дальнейшем были разбиты огнём артиллерии.
В ходе Висло-Одерской операции 16 января, продвигаясь вместе с наступающими стрелковыми подразделениями, проникли на окраину населённого пункта Щекоцин (Силезское воеводство, Польша), обнаружил наблюдательный пункт и 75-мм орудие. Корректируя огонь, уничтожил обе цели. В дальнейшем вместе с группой разведчиков захватили артиллерийское орудие и открыли из него огонь по немецким солдатам, в результате до 20 солдат и 2 офицеров разведки были уничтожены, один офицер и два солдата взяты в плен.
Указом Президиума Верховного Совета СССР от 10 апреля 1945 года за отличное выполнение боевых заданий командования на фронте борьбы с немецкими захватчиками и проявленные при этом доблестью и мужеством гвардии старший сержант Правденко Павел Демьянович награждён орденом Славы 1-й степени.
Вёл разведку при подготовке к форсированию реки Нейсе, обнаружил 3 огневых точки обнаружения и 2 наблюдательных точки, которые были уничтожены в ходе артиллерийской подготовки. При переходе в атаку 16 апреля 1945 года в составе передового отряда форсировал реку в районе города Бад-Мускау (ныне административный округ Дрезден, земля Саксония, Германия). Будучи раненным, продолжал по радио корректировать огонь артиллерии по ожившим и вновь выявленным огневым средствам противника. В результате были уничтожены 3 огневые точки, наблюдательный пункт, до 20 солдат противника, а наши стрелковые подразделения получили возможность продвигаться вперёд.. Приказом командира 33-го гвардейского стрелкового корпуса гвардии старший сержант П. Д. Правденко награждён орденом Отечественной войны 2-й степени.
С марта 1948 года старшина П. Д. Правденко — в запасе. Жил в городе Львов, затем переехал в город Полтава. Работал мастером в оптико-механической мастерской военно-топографической службы.
Умер 27 февраля 2007 года. Похоронен на Центральном кладбище города Полтава (Украина).

## Награды
- Орден Отечественной войны I степени (11.03.1985)[5]
- Орден Отечественной войны II степени (31.05.1945)[6]
- Полный кавалер ордена Славы:
  - орден Славы I степени (10.04.1945)[7];
  - орден Славы II степени (30.09.1944)[8];
  - орден Славы III степени (17.05.1944)[9];
- медали, в том числе:
  - «За отвагу» (22.07.1943)[10];
  - «За освобождение Праги» (9.6.1945)[11];

- - «В ознаменование 100-летия со дня рождения Владимира Ильича Ленина» (6 апреля 1970)
  - «За победу над Германией в Великой Отечественной войне 1941—1945 гг.» (9 мая 1945[12])[13];

- - «20 лет Победы в Великой Отечественной войне 1941—1945 гг.» (7 мая 1965[14])
  - «30 лет Победы в Великой Отечественной войне 1941—1945 гг.»[15]
  - 40 лет Победы в Великой Отечественной войне 1941—1945 гг.[16]
  - Юбилейная медаль «50 лет Победы в Великой Отечественной войне 1941—1945 гг.»[17]
  - «30 лет Советской Армии и Флота»[18]
  - «40 лет Вооружённых Сил СССР»[19]

- - «50 лет Вооружённых Сил СССР» (26 декабря 1967[20])
- Знак «25 лет победы в Великой Отечественной войне» (1970)

.

## Память
- На могиле установлен надгробный памятник
- Его имя увековечено в Главном Храме Вооружённых сил России, и навсегда запечатлено на мемориале «Дорога памяти»
- Памятный знак Героям-землякам установлен в 2005 году на перекрёстке улиц Героев Сталинграда и 23 сентября в городе Полтава.